# Kenya Broadcasting Corporation
Kenya Broadcasting Corporation, nota anche con l'acronimo KBC, è l'ente radiotelevisivo pubblico del Kenya.
Trasmette dalla capitale Nairobi in inglese, swahili e nella maggior parte delle lingue locali.

## Storia
In Kenya il servizio radiofonico vide la luce nel 1924 come East African Broadcasting Corporation (EABC), quando il Paese era una colonia britannica, appoggiandosi alla BBC. A quell'epoca trasmetteva esclusivamente in inglese, rivolgendosi ai coloni bianchi, che erano interessati a notizie dalla loro patria e dal mondo.
Le prime trasmissioni rivolte agli africani arrivarono, invece, solo durante la seconda guerra mondiale, ed avevano lo scopo di informare genitori e parenti dei soldati africani su cosa stesse accadendo al fronte.
Nel 1953 fu fondato il primo servizio regolare per gli africani, African Broadcasting Services, che trasmetteva in kiswahili, luo, gikuyu, kinandi, kiluhya, kikib e arabo; nel 1954 l'azienda divenne Kenya Broadcasting Services, con stazioni regionali a Mombasa (Sauti ya Mvita), Nyeri (Mount Kenya Station) e Kisumu (Lake Station); nel 1961 fu ribattezzata "Kenya Broadcasting Corporation".
Nel 1962 in Kenya fu introdotta la televisione; il primo canale fu allestito in una fattoria a Limuru; trasmetteva in un raggio di 24 km.
Nel 1964 il Kenya divenne independente; di conseguenza il 1º luglio Kenya Broadcasting Corporation fu nazionalizzata e ribattezzata "Voice of Kenya" tramite un atto del Parlamento.
Nel 1971 le trasmissioni televisive furono estese a Mombasa.
Nel 1978 la televisione del Kenya passò alle immagini a colori.
Nel 1980 fu aperto un nuovo canale a Mombasa dedicato a fiction locale, musica e cultura.
Nel 1989 un nuovo atto del parlamento keniano riportò il nome dell'azienda a "Kenya Broadcasting Corporation". Lo stesso anno fu firmato un contratto tra KBC e Japan Telecommunications Engineering (JETC) per il miglioramento e l'espansione del network radiofonico nazionale in onde medie.
Nel 1991 KBC stabilì un accordo con Marubeni Corporation di Tokyo, Giappone., per il potenziamento delle stazioni in onde medie e la costruzione di nuove.
Nel 1993 KBC intraprese un grande progetto di modernizzazione e di potenziamento tecnico delle strutture delle quali era già dotata, e di costruzione di nuove.
Nel 1996 KBC trasformò Metro FM in una radio di musica al 90%.
Durante la presidenza di Daniel Toroitich arap Moi KBC divenne un medium portavoce del Governo: prima di ogni programma, per esempio, andavano in onda gli aggiornamenti su cosa il Presidente aveva fatto in giornata. Con la presidenza di Mwai Kibaki, invece, l'azienda tornò ad assumere un approccio più oggettivo all'informazione. 
L'azienda fu un trampolino di lancio per molti importanti giornalisti keniani, soprattutto prima della liberalizzazione delle frequenze.
L'avvento delle TV private e della TV digitale via satellite all'inizio degli anni duemila e le loro nuove piattaforme, portarono un'offerta maggiore, riproponendo dei classici della TV (sitcom, serie televisive d'azione, film in prime time a fine settimana), più contenitori di programmi per bambini e programmi locali autoprodotti.
KBC ha sempre reagito rimanendo una TV importante in Kenya. 
La piattaforma digitale di KBC è molto attiva e ha contribuito all'aggiornamento dei media tradizionali della radio e della televisione.
Il governo di William Ruto promise di aiutare KBC a fare fronte alle sue difficoltà finanziarie.
A settembre 2000 KBC trasformò Metro Television in un canale di sport e intrattenimento.
A dicembre dello stesso anno lanciò Coro FM, una radio in lingua kikuyu per Nairobi e la regione del monte Kenya.
Nel 2001 fu la volta di Pwani FM per la regione costiera.
Nel 2009 fu lanciata la sussidiaria Signet.
KBC ha mandato in onda la popolare serie televisiva Vitimbi per oltre 30 anni, tolta dal palinsesto nel 2015.
Nel 2021 KBC TV subì un restyling e fu rinominata "KBC Channel 1".

## Servizi

### Televisione
| Nome          | Sede    | Тipo        | Lancio |
| ------------- | ------- | ----------- | ------ |
| KBC Channel 1 | Nairobi | generalista | 1962   |

### Radio
| Nome                | Sede    | Тipo        | Lancio | Lingua                             |
| ------------------- | ------- | ----------- | ------ | ---------------------------------- |
| KBC English Service | Nairobi | generalista | 1928   | inglese                            |
| KBC Radio Taifa     | Nairobi | generalista | 1953   | swahili                            |
| KBC Eastern Service | Nairobi | generalista | 1972   | turkana, rendille, burgi e boraana |
| Coro FM             | Nairobi | generalista | 2000   | gikuyu                             |
| Pwani FM            | Nairobi | generalista | 2001   | swahili della regione costiera     |
| Nosim FM            | Nairobi | generalista | 2011   | masai                              |
| Minto FM            | Nairobi | generalista | 2011   | kisii                              |
| Kitwek FM           | Nairobi | generalista | 2011   | kalenjin                           |
| Mwago FM            | Nairobi | generalista | 2011   | meru                               |
| Mayienga FM         | Nairobi | generalista | 2011   | luo                                |
| Mwatu FM            | Nairobi | generalista | 2012   | kamba                              |
| Ingo FM             | Nairobi | generalista | 2012   | luhya                              |
| Iftiin FM           | Nairobi | generalista |        | somalo                             |

## Ricezione

### Digitale terrestre
La radio di Kenya Broadcasting Corporation trasmette in AM e FM, mentre la televisione diffonde il proprio segnale in DVB-T HD.

### Satellite[16][17]
| Satellite          | Express AMU1 | Express AMU1 | Amos 17 | Eutelsat 10B | Eutelsat 7C | SES 5 | Eutelsat 36B |
| Posizione orbitale | 36.1° E | 36.1° E | 17.0° E | 10.0° E | 7.0° E | 5.0° E | 35.9° E |
| Canali             | KBC Channel 1, KBC English Service, KBC Radio Taifa, KBC Eastern Service, Coro FM, Pwani FM, Nosim FM, Minto FM, Kitwek FM, Mayienga FM, Mwatu FM, Ingo FM, Iftiin FM | KBC Channel 1, KBC English Service, KBC Radio Taifa, KBC Eastern Service, Coro FM, Pwani FM, Nosim FM, Minto FM, Kitwek FM, Mayienga FM, Mwatu FM, Ingo FM, Iftiin FM | KBC Channel 1, KBC English Service, KBC Radio Taifa, KBC Eastern Service, Coro FM, Pwani FM, Nosim FM, Minto FM, Kitwek FM, Mayienga FM, Mwatu FM, Ingo FM, Iftiin FM | KBC Channel 1, KBC English Service, KBC Radio Taifa, KBC Eastern Service, Coro FM, Pwani FM, Nosim FM, Minto FM, Kitwek FM, Mayienga FM, Mwatu FM, Ingo FM, Iftiin FM | KBC Channel 1, KBC English Service, KBC Radio Taifa, KBC Eastern Service, Coro FM, Pwani FM, Nosim FM, Minto FM, Kitwek FM, Mayienga FM, Mwatu FM, Ingo FM, Iftiin FM | KBC Channel 1, KBC English Service, KBC Radio Taifa, KBC Eastern Service, Coro FM, Pwani FM, Nosim FM, Minto FM, Kitwek FM, Mayienga FM, Mwatu FM, Ingo FM, Iftiin FM | Y254, KBC Channel 1, KBC English Service, KBC Radio Taifa, KBC Eastern Service, Coro FM, Pwani FM, Nosim FM, Minto FM, Kitwek FM, Mayienga FM, Mwatu FM, Ingo FM, Iftiin FM |
| Frequenza          | 12207 H | 12265 V | 3846 R | 3898 R | 11044 V | 11804 H | 11919 V |
| SR                 | 27500 | 31420 | 6730 | 20150 | 45000 | 27500 | 27500 |
| FEC                | 3/4 | 3/4 | 2/3 | 5/6 | 5/6 | 3/4 | 3/4 |
| Modulazione        | | 16APSK | 8PSK | 8PSK | QPSK | QPSK | |

### Streaming
Televisione e radio di Kenya Broadcasting Corporation in streaming.